# 中信國際電訊
中信國際電訊集團有限公司（港交所：1883，前稱：中信1616集團有限公司）是中信股份旗下的一間電信服務供應商，為亞太區提供語音服務、流動短信服務、數據服務和為電信供應商、流動供應商及互聯網服務商提供電信業務解決方案。
中信電訊擁有並營運電信樞紐，主攻中港電信市場，並透過向全球電信供應商提供互用互連的服務，積極開拓國際市場。中信電訊的主要業務包括話音業務、短信業務、流動增值業務及數據業務，同時透過其全資附屬公司中信國際電訊（信息技術）有限公司（「中信國際電訊CPC」）在亞太區所設的多個辦事處提供一系列信息及通訊科技解決方案。
中信電訊持有澳門電訊有限公司（「澳門電訊」）99%權益。澳門電訊是澳門主要的綜合電信服務供應商之一，亦是澳門唯一提供全面電信服務的供應商，長久以來一直為澳門居民及企業提供優良的電信服務，具極具壟斷地位，對澳門的電訊業發展負面影響極大。
母公司中國中信股份有限公司為香港聯交所的一家上市公司（股份代號：00267），並且是恒生指數中是最大的成分股之一。公司前身中信泰富於2014年8月完成收購中信集團的絕大部分資產，並將公司更名為中國中信股份有限公司。作為中國最大的綜合性企業，中信股份的主要業務覆蓋了金融業、資源能源業、製造業、房地產及基礎設施業、工程承包業，以及其他行業的諸多業務領域，在海內外市場廣泛運營。
中國中信集團有限公司是中國最大型的商業機構之一，亦是中信國際電訊的最終控股公司。

## 公司歷史
- 中信1616在1999年於香港成立，並在2007年於香港交易所上市。[2]
- 2010年2月，中信1616向母公司中信泰富以14.04億港元收購澳門電訊20%的股權。[3] 同年9月，中信1616以2.58億元向中信集團及中經迅通網絡，收購從事虛擬專用網絡的中企網絡通信49%的股權。[4] 同年稍後時間，中信1616易名為中信國際電訊集團。
- 2012年12月18日中信泰富出售部份持有的中信國際電訊（1883）18.63%權益予母公司中信投資管理，以專注發展核心業務。出售後中信泰富持股將自60.58%減持至41.95%，作價七億七千三百幾萬元，即每股1.74元，並獲利3億元。完成後，中信國際電訊不再是中信泰富的附屬公司。
- 2013年1月13日中信國際電訊與英國大東51%和葡萄牙電信28%簽署協議，將斥資約90億元收購澳門電訊79%的權益。中信電訊原持股量為20%，收購完成後增至99%，餘下的1%由澳門郵政持有。同時與葡萄牙電信簽訂為期3年的合作協議。
- 2015年10月，發布全球首個數據流量交易平台——“DataMall（自由行）”[5]
- 2016年4月，中信國際電訊CPC宣布收購Linx Telecommunications B.V.旗下的電訊業務[6]
- 2016年8月，宣佈完成收購中信電訊大廈其餘樓層（包括香港中文大學轄下香港國際互聯網交換中心第二站，及後中大以「售後租回」方式維持其運作）。中信電訊大廈改造後將成為擁有超過4000個機櫃的高等級數據中心，並將成為香港前十以及香港西部最大的自置物業數據中心[7]。
- 2016年10月，宣布收購新加坡Acclivis Technologies and Solutions Pte. Ltd. 100%股權[8]
- 2022年3月16日，美國聯邦通訊委員會（FCC）決定以國家安全問題為由，吊銷由香港上市的中信國際電訊 （CITIC Telecom International）擁有的太平洋網絡有限公司（Pacific Networks）及其全資子公司ComNet提供美國電訊服務的牌照。[9]

## 連結
- 中信國際電訊集團有限公司（页面存档备份，存于）